# Bacino Big Horn

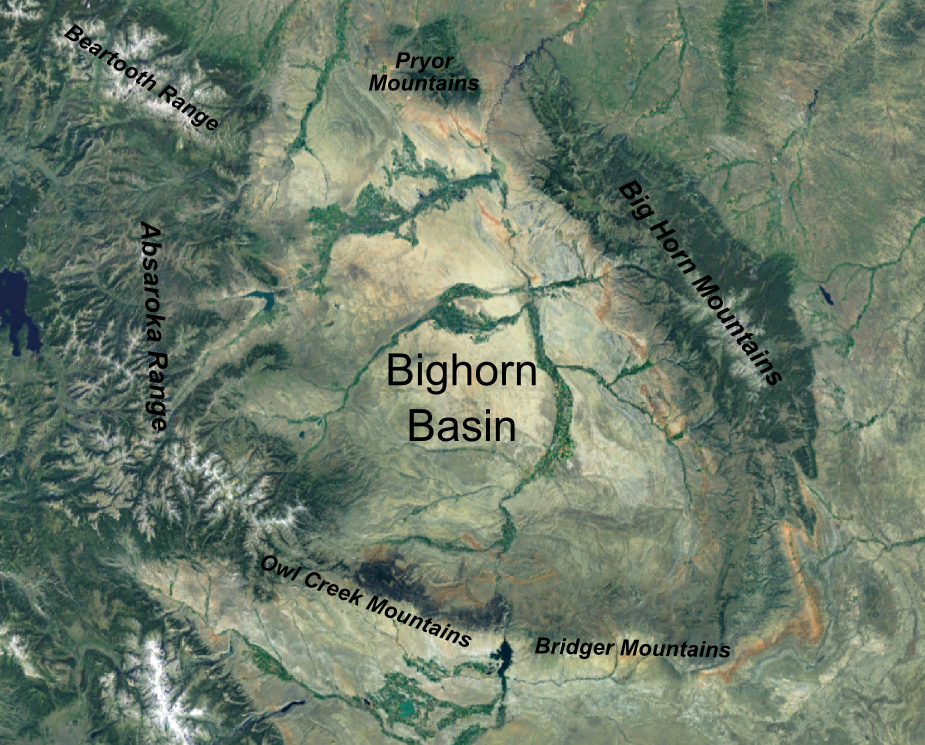
Immagine satellitare del bacino Big Horn nel Wyoming, USA, con indicazione dei rilievi che lo delimitano.

Il bacino Big Horn (o Bighorn) è un altopiano e un bacino strutturale intermontano, largo circa 160 km, situato nella parte centrosettentrionale del Wyoming, negli Stati Uniti d'America.
È delimitato dalla catena dei monti Absaroka a ovest, dalle Bighorn Mountains a est, dalle Owl Creek Mountains e dalle Bridger Mountains a sud.
Il bacino è drenato a nord dagli affluenti del Wind River, che entra nel bacino da sud attraverso un valico tra le Owl Creek Mountains e le Bridger Mountains, e cambia nome in Bighorn River appena entrato nel bacino. La regione è semiarida e riceve solo 15–25 cm di pioggia all'anno.
Le maggiori città incluse nel bacino sono Cody, Thermopolis, Worland a Powell, tutte dello Wyoming. Nella regione viene coltivata la barbabietola da zucchero in campi irrigati.